# CocoRosie
CocoRosie est un groupe américain de folk psychédélique formé en 2003, duo articulé autour des sœurs Bianca (« Coco ») et Sierra (« Rosie ») Casady, qui fabriquent une musique mêlant musique électronique, musique folk, chant lyrique, gospel, pop lo-fi, et hip-hop.

## Biographie
Sierra Casady est née dans l'Iowa ; Bianca à Hawaï. Lorsque Sierra a 5 ans et Bianca 3 ans, leurs parents se séparent et les filles vivent loin l'une de l'autre. Aucune ne termine l'école secondaire, les parents pensant qu'elles pourraient en apprendre davantage artistiquement dans le « monde réel » qu'à l'école. Leur mère surnomme ses filles "Rosie" (Sierra) et "Coco" (Bianca), d'où le groupe tire son nom.
Sierra vit avec leur mère, Christina Chalmers, artiste et chanteuse d'ascendance native américaine auto-identifiée et syrienne originaire de l'Iowa, déménageant souvent, vivant à Hawaï, en Californie, au Nouveau-Mexique et dans l'Arizona.
Bianca vit avec leur père, un fermier de l'Iowa qui s'intéresse à la religion des Indiens d'Amérique, la Peyote Church ; il lui fait visiter des réserves amérindiennes et prend part à des quêtes de visions ; elle ne bénéficie pas de ces expériences, à l'époque, mais plus tard, en commençant à apprécier certaines des choses qui intéressaient leur père.
En 1998, à 18 ans, Sierra déménage à New York puis, deux ans plus tard, dans un petit appartement dans le quartier Montmartre à Paris, pour faire une carrière de chanteuse d'opéra, en étudiant au Conservatoire national supérieur de musique de Paris.
Pendant cette période, Sierra perd le contact avec Bianca, qui est à New York, étudiant la linguistique et la sociologie, et poursuivant sa passion des arts visuels et de l'écriture.

## Style musical
Les sœurs sont nées et grandissent aux États-Unis mais forment le groupe à Paris : très poétique, leur univers est fait de bruits d'eau, de casseroles ou de jouets pour enfants. Sierra joue de la guitare, de la harpe et chante. Bianca est percussionniste, joue de la flûte, chante et fait parfois les beatbox.
Leur premier album, inclassable, s'appelle La Maison de mon rêve. Il a été enregistré dans la salle de bains de leur chambre de bonne de la butte Montmartre qui avait une meilleure acoustique que les autres pièces. Utilisant les bruits de l'environnement, il surprend par son étrangeté à la fois douce et onirique. Il est remarqué par les spécialistes et obtient un grand succès d'estime.
De son côté, Sierra Casady ouvre une parenthèse à cette collaboration sororale en 2006, créant le groupe Metallic Falcons accompagnée, notamment, de Matteah Baim (patron du label Voodoo-Eros). On y retrouve également quelques apparitions familières, notamment celles d'Antony ou de Devendra Banhart.
Avec la sortie, en 2007 du troisième opus, The Adventures of Ghosthorse & Stillborn, les sœurs Casady ouvrent leur univers à de nouvelles influences, à savoir des rythmes teintés hip-hop, où elles mettent dorénavant davantage à contribution leur ami et beatboxer attitré, Tez. Un album sous la forme d'un conte, où elles deviennent Bloody Twins, et qui évoque aussi quelques aspects de la société contemporaine, comme le titre Japan, dans lequel les artistes, américaines d'origine, soulignent la situation en Irak. Par ailleurs, lors de leur passage dans la capitale française, au Grand Rex, le jour de la sortie de l'album, l'hymne américain, quelque peu éraillé, est repris par toute la troupe, avant d'entamer Rainbowarriors. Ce troisième album est considéré par la presse spécialisée comme un nouvel embranchement dans leur carrière. « Après deux albums de folk intimiste et rêveur, Cocorosie quitte son douillet cocon pour un champ musical sans limites » assurent les Inrockuptibles, dans leur 593e numéro ; dans cette même interview, Bianca déclare qu'elle et sa sœur sont « ouvertes à la découverte, en état de disponibilité maximale ». On peut souligner la présence, sur cet album de Devendra Banhart, proche des deux sœurs et plus spécialement de Bianca, en tant que compositeur sur le titre Houses. Autre rapprochement, elles sont aussi qualifiées de « cousines de Björk » (Inrockuptibles, n° 593), du fait qu'elles évoluent sur scène dans une configuration assez proche (Beatbox pour la rythmique, électro, danseurs et danseuses, etc.). Les deux sœurs ont, en outre, fini d'enregistrer cet album en Islande, terre natale de Björk. Cependant, la comparaison s'arrête là, ces artistes possédant chacune leur identité propre, avec la démarche qui leur est associée.
Elles font une courte apparition avec un EP intitulé Coconuts, Plenty of Junk Food, totalement différent et composé de morceaux déjantés et variés en originalité. Elles le reprennent notamment en 2010, lors de la tournée[réf. souhaitée] de promotion du quatrième album, Grey Oceans, sorti en mai 2010. Le titre "Lemonade", extrait de cet album, est utilisé en 2015 en fond sonore d'une publicité du constructeur automobile Alfa Romeo (campagne Alfa Romeo MiTo, Giulietta et 4C Spider)
Après 2 ans de travail, les sœurs Casady reviennent avec un nouveau single, enregistré au cours de l'hiver 2011 à Los Angeles, We Are on Fire, sorti le 5 juin 2012.
L'album Tales of a GrassWidow sort le 27 mai 2013 en Europe et au Royaume-Uni, le 24 mai en Allemagne, comme il a été annoncé sur le site The Guardian.
En 2015, le groupe sort son sixième album, Heartache City, qualifié d'« encore meilleur que La Maison de mon rêve ».
Depuis 2015, les deux sœurs se consacrent à diverses créations artistiques, les plus notables étant le projet solo de Bianca Casady, sous le nom de "Bianca Casady and the CIA", ainsi que leurs collaborations avec le maître du théâtre Robert Wilson (Peter Pan, Jungle Book).
En 2020, c'est plus de 5 ans après leur dernier opus, le plus grand interlude entre deux albums depuis la création du groupe, que les deux sœurs sortent leur septième album studio, considéré par certains comme un "revirement agité".